# Topmodel
Topmodel è un programma fiammingo, basato sul format americano America's Next Top Model, andato in onda per due edizioni nel 2007 e nel 2008; la prima edizione è stata condotta da Ingrid Seynhaeve, la seconda da An Lemmens. Le vincitrici hanno guadagnato un contratto con la casa di moda Dominique Models.

## Edizioni
| Edizione | Messa in onda     |                              | Vincitrice                   | Seconda classificata |                              | Altre concorrenti            | Numero di concorrenti        |                              | Destinazione internazionale |
| 1        | 1º ottobre 2007   | Hanne Baekelandt             | Ine Nijs & Valérie Debeerst  | Jessie Colman, An Voorhoof, Tess Gonnissen, Kelly Van Den Kerchove & Elisa Guarraci, Eveline De Winter, Michèle Vanhooren                             | 10                           | New York City                |                              |                              |                             |
| 2        | 9 ottobre 2008    | Virginie Bleyaert            | Barbara Vanden Bussche       | Maite Valck, Hasse De Meyer, Eline Janssen, Imke Courtois, Yana Hermans, Anouchka Muller, Stefanie Broes, Leen Van Belle, Daisy Olie, Alison Houthuys | 12                           | Città del Capo Marrakech     |                              |                              |                             |
| 3        | 14 settembre 2009 | Vedi Benelux' Next Top Model | Vedi Benelux' Next Top Model | Vedi Benelux' Next Top Model | Vedi Benelux' Next Top Model | Vedi Benelux' Next Top Model | Vedi Benelux' Next Top Model | Vedi Benelux' Next Top Model |                             |